# Řády, vyznamenání a medaile Srbska

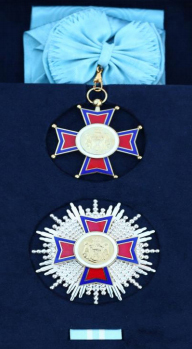
Řád Srbské republiky

Vyznamenání Srbské republiky představují nejvyšší veřejné uznání, které se udílí za výjimečné zásluhy a činy, jež mají velký význam pro republiku. Systém vyznamenání byl založen dne 26. října 2009 Zákonem o vyznamenáních Srbské republiky. V období od získání nezávislosti v roce 2006 (s rozpadem Státního společenství Srbsko a Černá Hora) do roku 2009 nemělo Srbsko vlastní vyznamenání. Během krátkodobé existence Srbska a Černé Hory byly používána vyznamenání Svazové republiky Jugoslávie.
Zákon o vyznamenáních Srbské republiky, který byl přijat 26. října 2009, byl novelizován dne 26. května 2010. Tento zákon rozděluje srbská vyznamenání do tří skupin, na řády, medaile a pamětní ocenění. Řády a medaile jsou trvalými oceněními a mají zvláštní pravidla zvaná stanovy, zatímco pamětní ocenění se udílí při příležitosti událostí velkého významu. Srbská vyznamenání jsou vytvořena po vzoru vyznamenání bývalého Srbského království.
Srbská vyznamenání udílí prezident republiky a mohou být udělena občanům Srbska, srbským právnickým osobám a dalším subjektům, stejně jako cizincům, zahraničním právnickým osobám a mezinárodní organizacím. Vyznamenání mohou být udělena i posmrtně.
Nominace na udělení státních vyznamenání mohou podat státní orgány, Srbská akademie věd a umění, orgány provinční a místní samosprávy, stejně jako další organizace a sdružení. S nominací musí v některých případech souhlasit i příslušné ministerstvo. V případě cizinců ministerstvo zahraničních věcí, v případě příslušníků srbské armády ministerstvo obrany a v případě příslušníků policie ministerstvo vnitra. Prezident republiky může vyznamenání udělit i z vlastní iniciativy.

## Řády
Mezi vyznamenání Srbské republiky patří šest řádů:
- Řád Srbské republiky (Орден Републике Србије) byl založen roku 2009 a je nejvyšším srbským státní vyznamenáním. Udílí se ve dvou třídách cizím hlavám států při zvláštních příležitostech.
- Řád srbské vlajky (Орден српске заставе) je udílen občanům republiky i cizincům za rozvoj mezinárodních vztahů mezi Srbskou republikou a dalšími zeměmi.
- Řád hvězdy Karadjordjevićů (Орден Карађорђеве звезде) je udílen za zvláštní zásluhy pro Srbskou republiku a její občany v oblasti reprezentace státu a jeho občanů. Může být udělen jednotlivcům i institucím.
- Řád Sretenje (Сретењски орден) se udílí za zvláštní zásluhy pro Srbskou republiku a její občany v oblasti veřejné, ekonomické, kulturní, vzdělávání, sportovní či humanitární aktivity.
- Řád bílého orla (Орден Белог орла са мачевима) se udílí za zvláštní zásluhy o budování obranného systému nebo za zvláštní zásluhy o velení a řízení vojenských jednotek a jejich výcvik.
- Řád za zásluhy v obraně a bezpečnosti (Орден заслуга за одбрану и безбедност) je udílen za nadprůměrné, příkladné a čestné plnění povinností a úkolů  v oblasti obrany a bezpečnosti.[3]

## Medaile
Mezi vyznamenání Srbské republiky patří tři medaile:
- Medaile za chrabrost Miloše Obiliće (Медаља за храброст Милош Обилић) je udílena za činy, u nichž měla silný vliv osobní odvaha, nebo za činy, u nichž byla prokázána mimořádná odvaha a sebeobětování v extrémně nebezpečných situacích při záchraně lidských životů nebo hmotného majetku.[1]

- Medaile za zásluhy (Медаља за заслуге) je udílena za výjimečné zásluhy a dosažené výsledky ve všech oblastech života i práce.[1]
- Medaile za horlivou službu (Медаља за ревносну службу) je udílena za zásluhy a výjimečné výsledky prokázané při plnění úkolů v oblasti obrany a bezpečnosti.[1]

## Pamětní ocenění
Zákon o vyznamenáních Srbské republiky počítá s udílením pamětních ocenění na oslavu událostí velkého významu pro Srbskou republiku. Prozatím bylo vyhlášeno pouze pamětní ocenění na památku bitvy u Košare.